# Hyalonema pirum
Hyalonema pirum är en svampdjursart som beskrevs av Schulze 1894. Hyalonema pirum ingår i släktet Hyalonema och familjen Hyalonematidae. Inga underarter finns listade i Catalogue of Life.